# Sankt-Olav-Kirche (Balestrand)

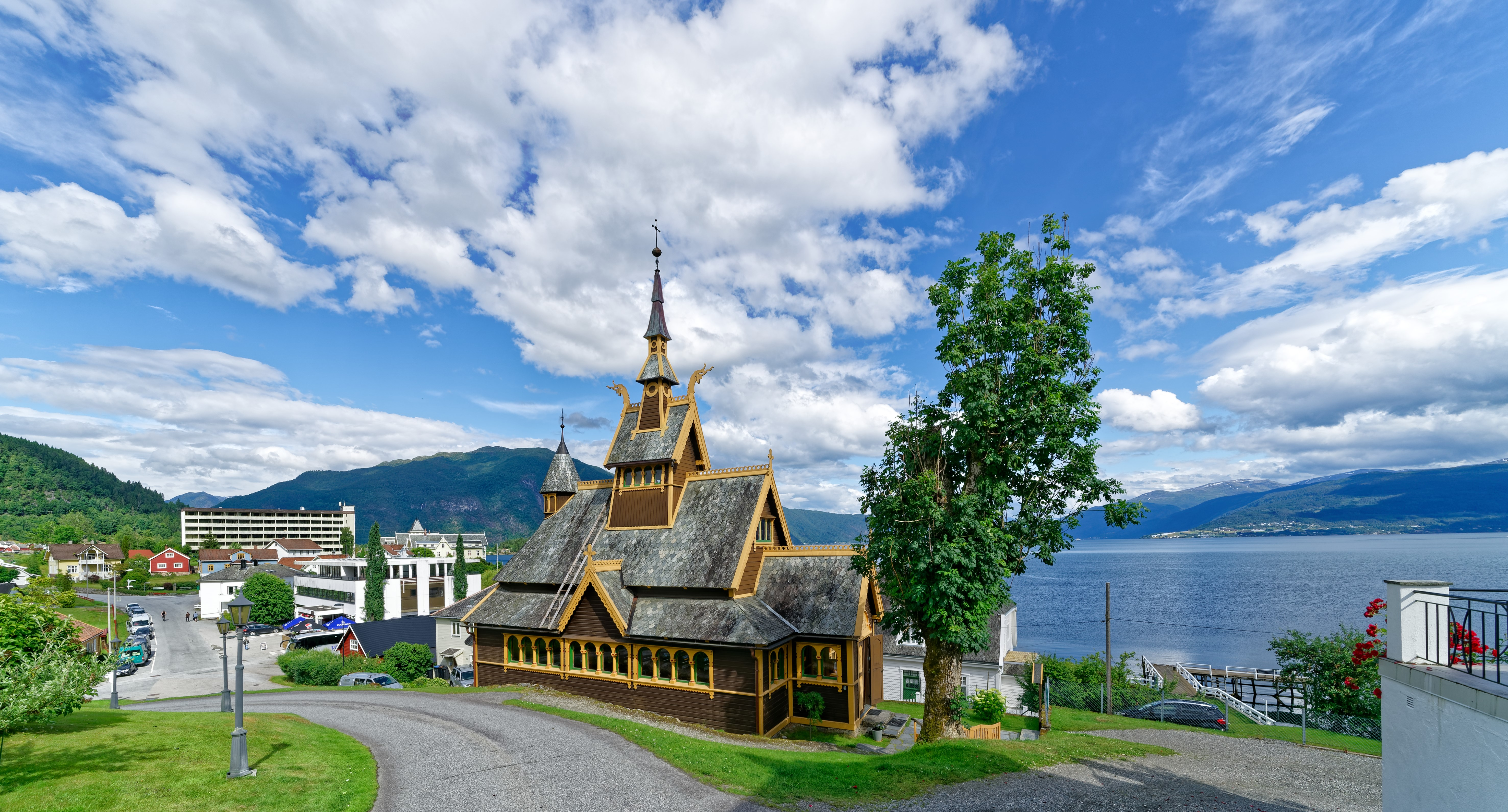
St.-Olav-Kirche

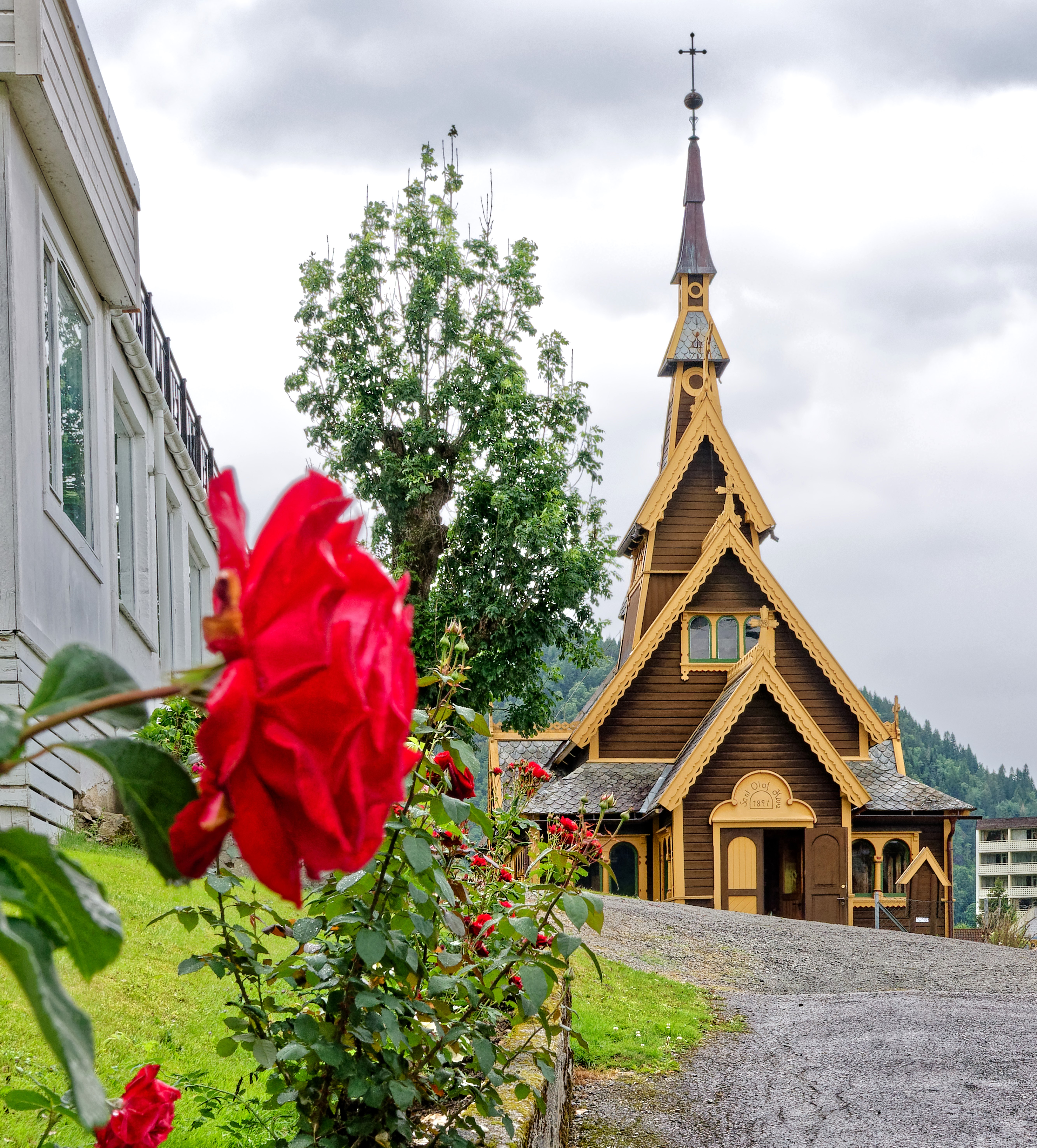
Die Sankt-Olav-Kirche im Sommer.

Die St.-Olav-Kirche (auch englische Kirche genannt) ist eine anglikanische Kirche in Balestrand in der Gemeinde Sogndal im norwegischen Fylke Vestland. Sie wurde von Architekt Jens Zetlitz Monrad Kielland entworfen und von Baumeister Anders Korsvold aus Eivindvik gebaut. 1897 wurde sie fertiggestellt. Die Architektur orientiert sich an den mittelalterlichen norwegischen Stabkirchen und gilt als eines der besten Beispiele des Drachenstils. Die Kirche ist dem heiligen Olav II. Haraldsson geweiht. Er war König von Norwegen von 1015 bis 1028 und maßgeblich an der Christianisierung Norwegens beteiligt und legte die Grundzüge der norwegischen Kirchenverfassung fest.

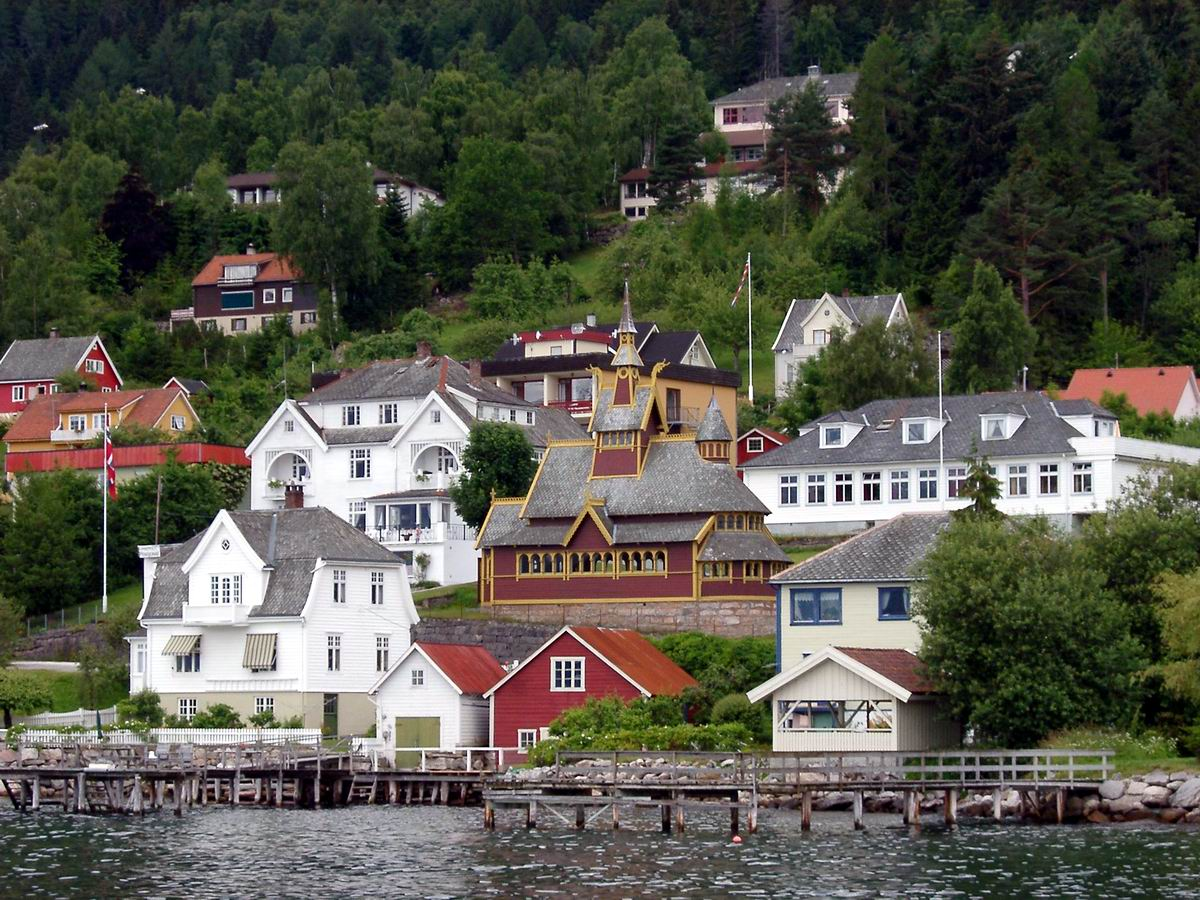
Die Kirche vom Fjord aus gesehen.

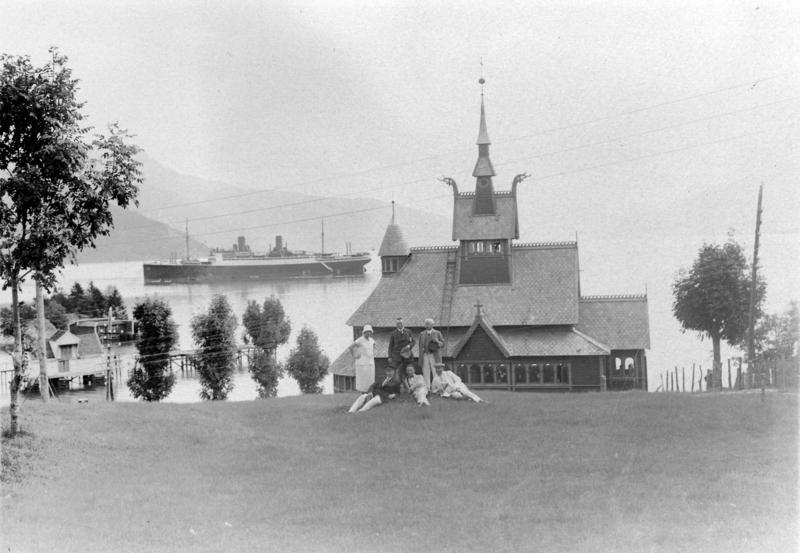
Foto von deutschen Touristen aus dem Jahr 1925

## Geschichte
Der Bau der Kirche wurde zum Gedenken an die englische Bergsteigerin Margaret Sophia Green Kvikne (1850–1894) errichtet, die 1886 als Touristin nach Norwegen kam und blieb. 1890 heiratete sie Knut Kvikne, den Besitzer des Kviknes Hotell in Balestrand. 1894 starb sie an Tuberkulose. Kurz vor Margarets Tod versprach Kvikne, eine englische Kirche auf einem Teil seines Grundstücks errichten zu lassen. Mit der finanziellen Hilfe zweier wohlhabender amerikanischer Frauen konnten die Arbeiten wenig später beginnen.
Die Kirche gehört zur Diözese in Europa der Church of England.

## Einrichtung
Die Altartafel stammt aus dem Jahr 1897 und wurde von der deutschen Malerin Emma Pastor Normann aus Düsseldorf bemalt. Sie stellt den Erlöser dar. Im Chor hängt eine Fahne und zeigt den Kirchenpatron. Oberhalb der Chores befinden sich neun Fenster mit Glasmalereien die zeigen die Heiligen Brigida von Kildare, Columban von Iona, Sunniva von Selje, Clemens von Rom, den Kirchenpatron Olav II. Haraldsson, Maria, die Mutter Jesu, St. Swithin von Winchester, den heiligen Georg und der Schutzpatron von Oslo, St. Hallvard. Beim Eingangstor hängt ein Porträt von Margaret Green mit einem Zitat aus dem Psalm 72 „The Mountains shall bring peace“.

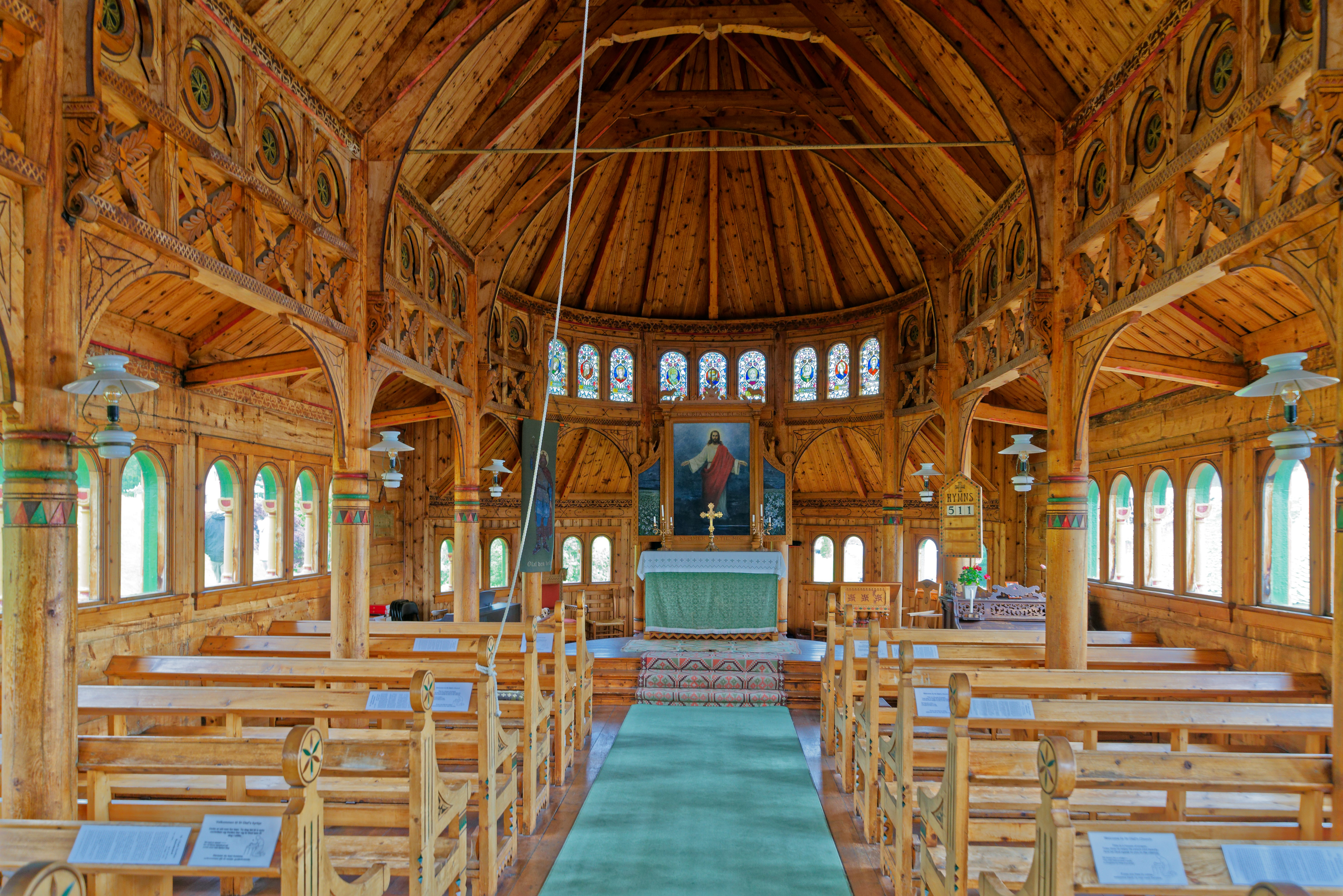
Innenraum der Sankt-Olav-Kirche.
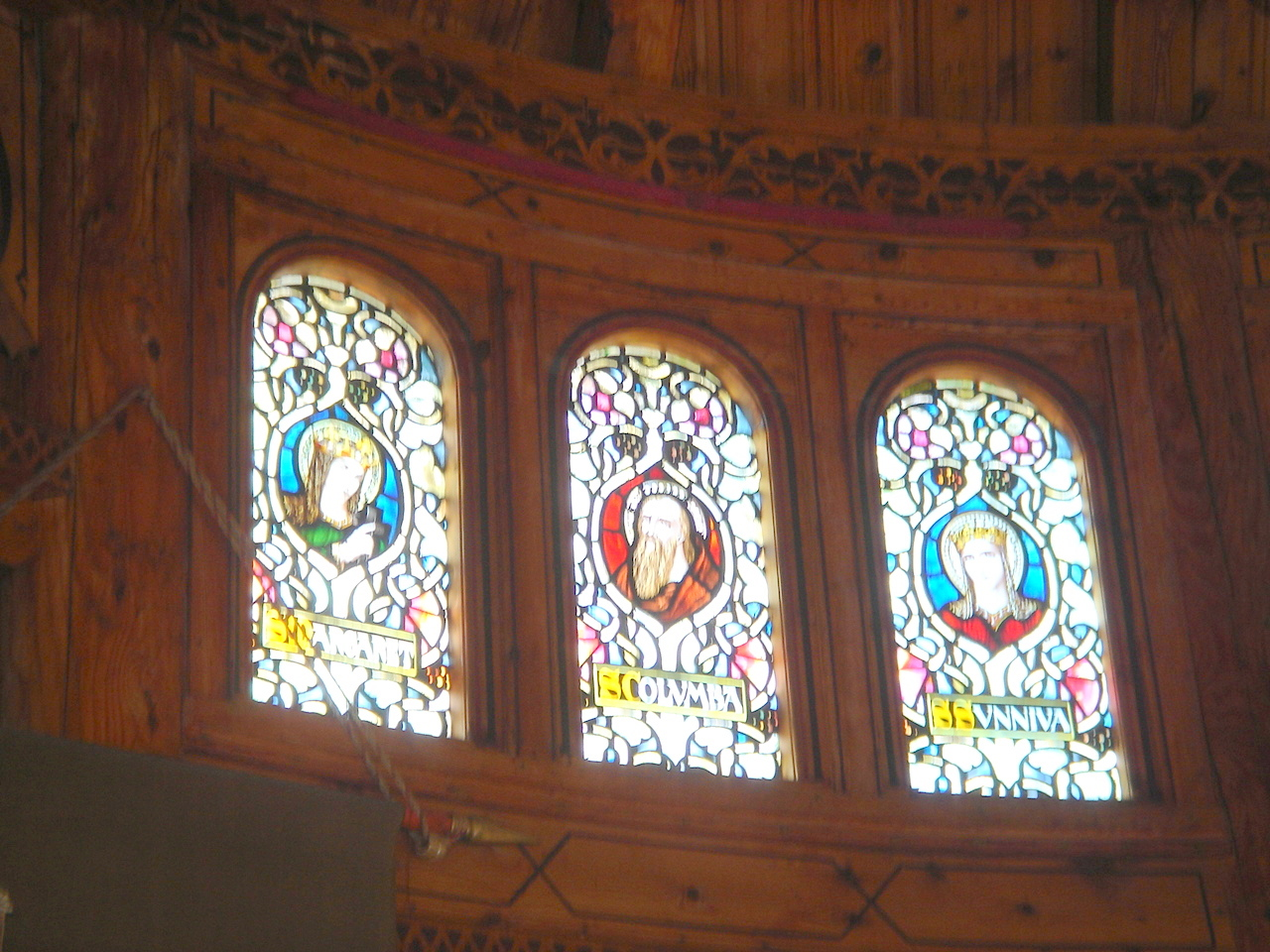
Beispiele der Fenster mit Glasmalerei: v. l. n. r. Brigida von Kildare, Columban von Iona, Sunniva von Selje
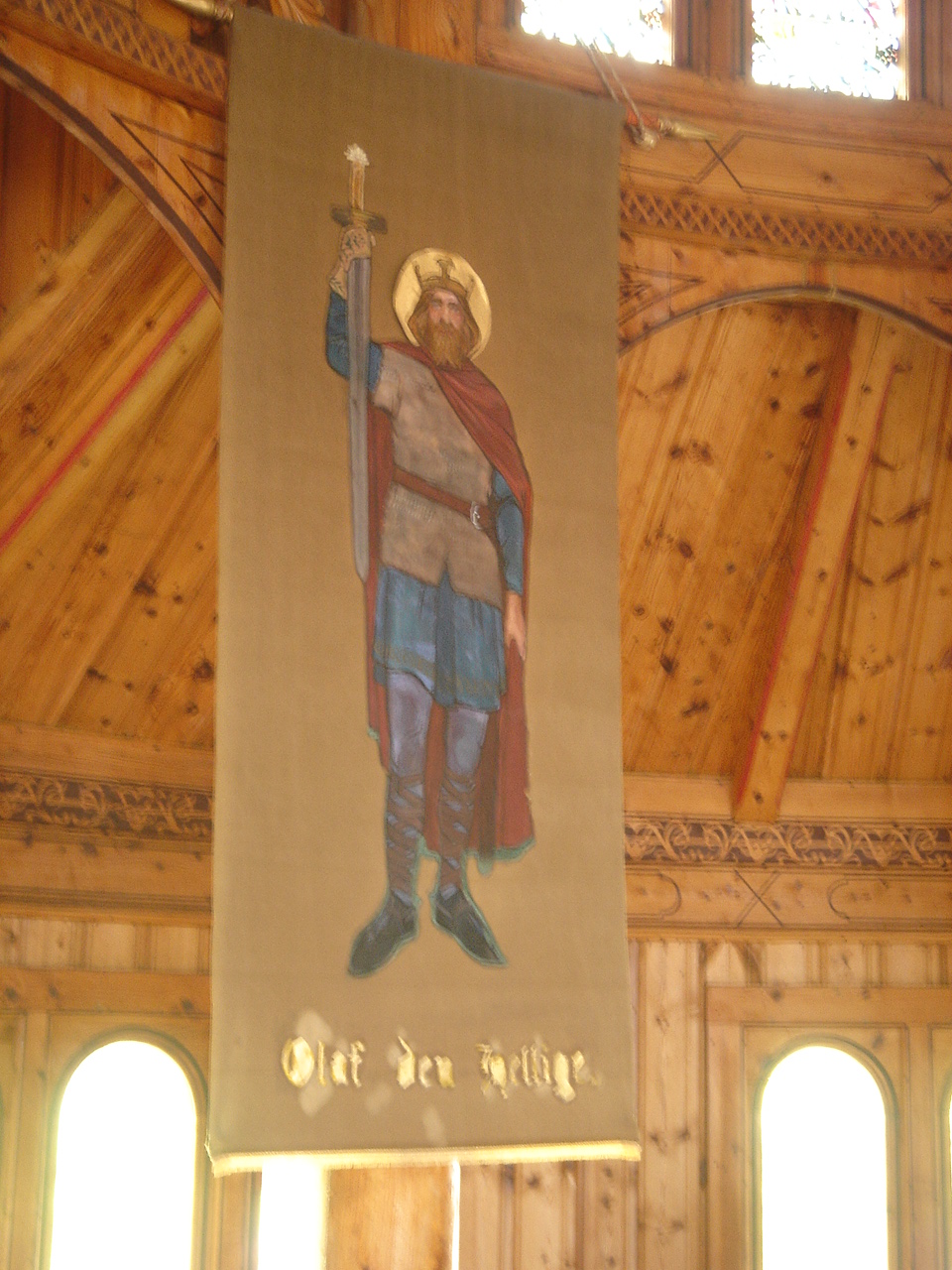
Fahne mit dem Kirchenpatron